# Spathoglottis doctersii
Spathoglottis doctersii är en orkidéart som beskrevs av Johannes Jacobus Smith. Spathoglottis doctersii ingår i släktet Spathoglottis och familjen orkidéer.

## Underarter
Arten delas in i följande underarter:
- S. d. doctersii
- S. d. emarginata